# Рагнар Сканокер
Рагнар Сканокер  (швед. Ragnar Skanåker, 8 червня 1934) — шведський стрілець, олімпійський чемпіон.

## Виступи на Олімпіадах
| Олімпіада         | Дисципліна                        | Місце |
| ----------------- | --------------------------------- | ----- |
| Мюнхен 1972       | змішані, довільний пістолет, 50 м | 1     |
| Монреаль 1976     | змішані, довільний пістолет, 50 м | 5     |
| Москва 1980       | змішані, довільний пістолет, 25 м | =31   |
| Москва 1980       | змішані, довільний пістолет, 50 м | 7     |
| Лос-Анджелес 1984 | швидкострільний пістолет, 25 м    | =34   |
| Лос-Анджелес 1984 | довільний пістолет, 50 м          | 2     |
| Сеул 1988         | пневматичний пістолет, 10 м       | 11    |
| Сеул 1988         | довільний пістолет, 50 м          | 2     |
| Барселона 1992    | пневматичний пістолет, 10 м       | =26   |
| Барселона 1992    | довільний пістолет, 50 м          | 3     |
| Атланта 1996      | пневматичний пістолет, 10 м       | =26   |
| Атланта 1996      | довільний пістолет, 50 м          | =25   |